# Following
Following är en brittisk långfilm från 1998 i regi av Christopher Nolan, med Jeremy Theobald, Alex Haw, Lucy Russell och John Nolan i rollerna.

## Handling
Bill följer efter människor och observerar dem. En dag konfronteras han av Cobb, en inbrottstjuv som tar Bill under sina vingar och lär honom inbrottskonstens alla regler. De bryter sig in i en kvinnas lägenhet och snart är Bill involverad i kvinnans liv.

## Rollista
| Jeremy Theobald | – Den unge mannen   |
| Alex Haw        | – Cobb              |
| Lucy Russell    | – Blondinen         |
| John Nolan      | – Polisen           |
| Dick Bradsell   | – Den flintskallige |
| Gillian El-Kadi | – Husägare          |
| Jennifer Angel  | – Servitris         |